# George Santayana
George Santayana (rojen kot Jorge Augustín Nicolás Ruiz de Santayana), špansko-ameriški filozof, pisatelj in esejist, * 16. december 1863, Madrid, Španija, † 26. september 1952, Rim, Italija.
Od osmega leta starosti je živel v ZDA, a je ohranil špansko državljanstvo. Študiral je filozofijo na Univerzi Harvard pri Williamu Jamesu in Josiahu Royceu ter po doktoratu postal tudi sam profesor filozofije na Harvardu. Tam je bil med zaslužnimi za »zlato dobo« oddelka za filozofijo na prelomu stoletja in je napisal več znanih razprav, med drugim The Sense of Beauty (1896) o estetiki in The Life of Reason (pet knjig, 1905–06). Leta 1912 je odstopil in preostanek življenja preživel v Evropi, po letu 1920 predvsem v Rimu. Napisal je še več knjig in različna druga dela, akademske položaje pa je dosledno zavračal.
Širše je znan zlasti po svojih aforizmih, kot sta »kdor si ne zapomni preteklosti, je obsojen na njeno ponavljanje« in »samo mrtvi so videli konec vojne«.